# Курково (Псковская область)
Курково — деревня в Печорском районе Псковской области России. Входит в состав сельского поселения «Изборская волость».
Расположена в 25 км к юго-востоку от города Печоры и в 4 км к югу от Изборска.

## Население
Численность населения деревни на 2000 год составляет 13 человек, на 2011 год — 7 человек.
| 2001 | 2002 | 2010 |
| ---- | ---- | ---- |
| 13   | ↘12  | ↘4   |